# Immigration Act of 1882
Immigration Act of 1882 var en lag i USA som reglerade invandringen.
Den 3 augusti 1882 antog USA:s kongress en ny invandringslag, som förklarade att en avgift på $0.50 skulle tas av alla invandrare som gick iland i USA:s hamnr. Pengarna skulle användas för att täcka kostnaderna som orsakats av invandring, och omhandtagandet av invandrare. Lagen gav också myndigheterna möjligheten att neka inträde för "brottslingar (utom de som dömts för politiska brott).